# Ware (hrabstwo Hampshire)
Ware – jednostka osadnicza w Stanach Zjednoczonych, w stanie Massachusetts, w hrabstwie Hampshire.